# Sciurus nebouxii
Sciurus nebouxii (auch Simosciurus nebouxii) ist eine Hörnchenart, die in den südlich des Golfs von Guayaquil gelegenen Regionen Ecuadors (Provinzen El Oro und Loja) und in den Regionen Tumbes, Piura und Lambayeque im Nordwesten Perus vorkommt.

## Merkmale
Sciurus nebouxii erreicht eine Kopf-Rumpf-Länge von 23 bis 28 Zentimeter und hat einen 26,5 bis 33 Zentimeter langen Schwanz. Damit ist es ein mittelgroßes Eichhörnchen. Der Hinterfuß hat eine Länge von 5,2 bis 7 Zentimeter, die Länge der Ohren liegt bei 2,6 bis 4,3 Zentimeter. Das Fell ist hellgrau, der hintere Rückenbereich und die hinteren Teile von Vorder- und Hinterbeinen sind gelblich grau. Der Kopf ist ebenfalls hellgrau, wobei sich die Ohren aber dunkel absetzen. Sie sind von längeren schwarzen Haaren umsäumt. Im Nacken befindet sich ein weißer bis grauweißer Fleck, der beim weiter nördlich vorkommenden Guayaquil-Hörnchen (Sciurus stramineus) nicht vorhanden ist. Die Vorderpfoten sind dunkel, die hinteren Pfoten sind dunkelbraun. Der Bauch ist gelblich mit grauer Streifung. Der Schwanz ist hellgrau bis schwarz, seine Basis ist gelblich.

## Lebensraum und Lebensweise
Sciurus nebouxii kommt von Meeresspiegelhöhe bis in Höhen von 2300 Metern vor. Über die Lebensweise der Art ist bisher kaum etwas bekannt. Ein Exemplar wurde in einem Grasnest an der Wand einer Schlucht gefunden.

## Systematik
Sciurus nebouxii wird als eigenständige Art innerhalb der Gattung der Eichhörnchen (Sciurus) eingeordnet, die aus etwa 30 Arten besteht. Die wissenschaftliche Erstbeschreibung erfolgte durch den französischen Zoologen Isidore Geoffroy Saint-Hilaire im Jahr 1855, der die Art anhand von Individuen aus der Gegend um Paita im Nordwesten von Peru beschrieb. Der Autor benannte die Art nach dem französischen Naturforscher Adolphe Simon Neboux. Innerhalb der Art werden keine Unterarten unterschieden. Sciurus nebouxii wurde lange Zeit als Synonym oder Unterart des Guayaquil-Hörnchens betrachtet. Die Anerkennung als eigenständige Art erfolgte unter anderem aufgrund einer Verbreitungslücke von mehr als 150 km am Golf von Guayaquil.

## Belege
1. 1 2 3 4 5  James L. Patton, Ulyses F. J. Pardiñas und Guillermo D’Elía (Hrsg.): Mammals of South America, Volume 2 Rodents. University of Chicago Press, 2015, ISBN 978-0-226-16960-6. S. 44 u. 45.
2. ↑  I. Geoffroy St.-Hilaire (1855): Mammifères. In Voyage autour du monde sur La Frégate la Vénus, commandee par Abel du Petit-Thouars. Zoologie, mammifères, oiseaus, reptiles et poissons. 1–176 + 13 pls. Paris: Gide et J. Baudry.
3. ↑  Sciurus nebouxii I. Geoffroy Saint-Hilaire, 1855 in der ASM Mammal Diversity Database
4. ↑  Edson Fiedler de Abreu-Jr, Silvia E. Pavan, Mirian T. N. Tsuchiya, Don E. Wilson, Alexandre R. Percequillo, Jesús E. Maldonado (2020). Museomics of tree squirrels: A dense taxon sampling of mitogenomes reveals hidden diversity, phenotypic convergence, and the need of a taxonomic overhaul. BMC Evolutionary Biology, 20, 1-77. doi: 10.1186/s12862-020-01639-y
5. ↑  Edson Fiedler de Abreu-Jr, S. Pavan, Mirian T. N. Tsuchiya, D. E. Wilson, A. Percequillo, J. Maldonado (2020). Spatiotemporal diversification of tree squirrels: is the South American invasion and speciation really that recent and fast? Frontiers in Ecology and Evolution, 8, 230. doi: 10.3389/fevo.2020.00230